# Thyris tarbagataica
Thyris tarbagataica är en fjärilsart som beskrevs av Aleksei Konstantinovich Zagulajev 1995. Thyris tarbagataica ingår i släktet Thyris och familjen Thyrididae. Inga underarter finns listade i Catalogue of Life.